# Victor Duvant
Victor Emmanuel Duvant (Franciaország, Nord, Valenciennes, 1889. március 3. – Franciaország, Nord, Valenciennes, 1963. szeptember 13.) olimpiai bronzérmes francia tornász.
Ez első világháború után az 1920. évi nyári olimpiai játékokon, mint tornász versenyzett és csapat összetettben bronzérmes lett.